# Sivas
Sivas (pozno klasična in srednjeveška Sebastia,  Sebastea ali Sebasteia (grško: Σεβάστεια, armensko: Սեբաստիա) je danes glavno mesto turške province Sivas. Mesto ima 296.000 prebivalcev (2007).

## Geografija
Mesto  leži v široki dolini reke Kizil (turško: Kızılırmak) na nadmorski višini 1.285 m. Sivas je srednje veliko trgovsko in industrijsko središče, čeprav je njegova ekonomija tradicionalno slonela na poljedelstvu. V mestu so delavnice za popravilo železniških vozil, industrija preprog, opeke in cementa ter predelava bombaža in volne. V okolici mesta pridelujejo žito, v Divrigiju pa so velike zaloge železove rude.
Sivas je bil od nekdaj  pomembno križišče trgovskih poti,  z razvojem cestne in železniške mreže pa je dobil nov gospodarski pomen, Mesto je preko letališča v Ankari povezano z Istambulom, z železnico pa s Kayserijem, Samsunom in Erzurumom. 

## Zgodovina

### Zgodnja zgodovina in srednji vek
Arheološka izkopavanja na gomili Topraktepe kažejo, da so področje Sivasa v davnini naseljevali Hetiti, sicer pa je zgodovina Sivasa vse do prihoda Rimljanov zelo slabo raziskana. Pompej Veliki je po Tretji mitridatski vojni leta 64 pr. n. št. Malo Azijo reorganiziral in ustanovil mesto Megalopolis. Iz napisov na kovancih je razvidno, da se je Megalopolis v zadnjih letih 1. stoletja pr. n. št. v čast cesarja Avgusta preimenoval v Sebastejo. Sebasteja (grško: Σεβάστεια) je namreč ženska oblika grškega prevoda imena Avgust. Iz tega imena izhaja tudi sodobno ime Sivas.
Sebasteja je imela velik pomen v zgodnji zgodovini krščanske cerkve. V mestu so bili rojeni sv. Blaž, sv. Peter Sebastejski, ki je bil mestni škof, in Evstatij, eden od ustanoviteljev samostanskega življenja v Anatoliji. Vsi so bili rojeni v 14. stoletju. Leta 1676 je bil v mestu rojen Mekitar, ustanovitelj mekitarističnega reda. V mestu je bilo rojenih tudi nekaj pravoslavnih patriarhom, med katerimi sta najbolj znana Atik, ki je bil v 5. stoletju patriarh v Bizancu in Mihael, ki je bil v 16. stoletju patriarh v Ehmijadzinu. 
Mesto je bilo nekoč središča Grške pravoslavne cerkve. Guverner Sebasteje je prepustil svoje ozemlje bizantinskemu cesarju Baziliju II. (976–1025) in se leta 1021 z mnogimi plemiči in podložniki preselil v Sivas in postal vazal Bizantinskega cesarstva. Mestu je vladal do obdobja po bitki pri Manzikertu leta 1071, ko so mesto zavzeli Danišmendi. 
Leta 1174 se mesto zavzel seldžuški sultan Kiliç Arslan II. in Sivas je poleg Konye postal občasno glavno mesto Seldžuškega sultanata Rum. Pod seldžuško vlado je postal pomembno trgovsko središče s citadelo, številnimi mošejami in verskimi šolami - medresami. Štiri medrese so se ohranile in v eni od njih je danes mestni muzej.
Sivas je leta 1398 osvojil otomanski sultan Bajazit I. (1389–1402), leta 1400 mongolski kan Timurlenk (1336-1405) in leta 1408 ponovno osmanski Turki. V Osmanskem cesarstvu je bil Sivas vse do poznega 19. stoletja upravno središče province Rum.

### Novejša zgodovina
4. septembra 1919 je bil v Sivasu kongres, ki je bil prelomnica pri ustanavlajnju Turške republike. Na kongresu so Mustafo Kemala Atatürka izvolili za predsednika izvršilnega odbora narodnega uporniškega gibanja.
2. julija 1993 je na kulturnem in literarnem festivalu Pir Sultana Abdala je 15.000 pripadnikov raznih antidemokratskih in pro-šeriatskih islamističnih skupin protestiralo zaradi prisotnosti Aziza Nesina, prevajalca Satanskih stihov Salmana Rushdija in zažgalo hotel, v katerem so bili udeleženci festivala. V požaru je umrlo sedemintrideset ljudi. Med žrtvami so bili pomembni turški umetniki in intelektualci Muhlis Akarsu, Metin Altiok, Behçet Aysan, Nesimi Cimen, Orhan Kaynar in nizozemski antropolog. Nesinu je uspelo pobegniti iz gorečega hotela in se skriti pred pobesnelo množico. 

## Turistične zanimivosti
V mestu je mnogo spomenikov seldžuške arhitekture 13. stoletja: medresa Mavi iz leta 1271, medresa Şifaiye iz leta 1218 in medresa Çifte Minare iz leta 1271, ki ima zelo zapleteno izklesano pročelje in izjemne minarete. Najstarejša mošeja je Velika mošeja iz turkmenskega obdobja. V bližini mesta je armenski krščanski samostan Svetega križa s kraljevim prestolom in drugimi relikvijami. Samostan je popolnoma uničen. 
Mošeja Ulu Camii, zgrajena leta 1196, je znana zaradi svoje enostavnosti in je značilen primer seldžuške arhitekture.
V mestu je tudi nekaj primerov osmanske arhitekture. Najbolj znana sta javno kopališče Kurşunlu Hamamı, ki je bilo zgrajeno leta 1576 in je največje kopališče v mestu in karavanaseraj Behrampaşa Hanı, zgrajen leta 1573, ki je znan po motivih leva na okvirih oken. 
Atatürkov kongresni in etnografski muzej je posvečen kongresu leta 1919. V etnografskem delu muzeja je zbirka etnografskih predmetov, značilnih za področje okrog Sivasa. 
Sivas je znan tudi po izvirih termalne vode, za katero so prebivalci prepričani, da zdravi mnoge bolezni. Najbolj znani izviri so Sıcak Çermik, Soğuk Çermik in Kangal Balıklı Kaplıca.

## Pomembni meščani
- Pir Sultan Abdal – legendarni pesnik poezije Sufi
- Aşık Veysel – pesnik turške ljudske literature
- Nebahat Albayrak – turško-nizozemski politik, trenutno (2008) minister v nizozemski vladi
- Ahmet Ayık – svetovni in olimpijski prvak v rokoborbi